# ديريك وارد
ديريك وارد (بالإنجليزية: Derek Ward)‏ (23 ديسمبر 1934 بستوك أون ترينت في المملكة المتحدة - 11 أكتوبر 2011) هو لاعب كرة قدم بريطاني في مركز الهجوم. لعب مع ستوك سيتي وستوكبورت كونتي.